# World Bicycle Relief
World Bicycle Relief (WBR) ist eine internationale Hilfsorganisation in der Entwicklungszusammenarbeit die Menschen in ländlichen Entwicklungsländern mit Fahrrädern eine größere Mobilität ermöglicht.
In Programmen mit Schwerpunkt Afrika, für Bildung, Gesundheitswesen und wirtschaftliche Entwicklung werden spezielle Lastenfahrräder an Schüler, Krankenpfleger und Kleinstunternehmer geliefert, um Schulen, Arbeitsplätze, Patienten und Märkte zu erreichen und so langfristig Armut reduzieren. Bis heute hat World Bicycle Relief mehr als 550.000 Fahrräder nach Afrika, Südamerika und Südost-Asien ausgeliefert und über 2.450 Fahrradmechaniker ausgebildet.

## Hintergrund
Das Fahrrad kann als eines der wirksamsten Mittel zur Reduzierung von Armut in ländlichen Entwicklungsregionen eingesetzt werden. Ein verlässliches Transportmittel ist wesentlich für den Zugang zu Bildung, Gesundheitswesen und Arbeitsplätzen, doch oftmals ist keine Verkehrsinfrastruktur vorhanden. Studien in Entwicklungsgebieten Afrikas (Tansania und Uganda) sowie in Sri Lanka haben gezeigt, dass ein Fahrrad das Einkommen eines Haushaltes um bis zu 35 % erhöhen kann.
Gegründet wurde WBR im Jahr 2005, ein Jahr nach dem Tsunami im Indischen Ozean im Jahre 2004 von dem US-amerikanischen Unternehmer Frederik (F.K.) Day und seiner Frau, der Dokumentarfotografin Leah Missbach Day. Das Ehepaar war nach Sri Lanka gereist, um sich zu informieren, wie man vor Ort am besten zum Wiederaufbau beitragen könne. F.K. Day war zu diesem Zeitpunkt Mitinhaber des Fahrradkomponenten-Herstellers SRAM, und er stellte fest, dass die Mobilität der Einwohner und Transportmöglichkeiten wesentliche Faktoren für den Wiederaufbau des Landes seien. Mit dem Fahrrad kann ein Einzelner im gleichen Zeitraum die vierfache Distanz zurücklegen und fünfmal so viel transportieren wie zu Fuß. Daraufhin entstand eine Partnerschaft mit World Vision und ein Zusammenschluss mehrerer Unternehmen und Privatpersonen spendete 24.000 Räder eines lokalen Herstellers für den Wiederaufbau in Sri Lanka. Diese Hilfe zur Selbsthilfe funktionierte so wirksam, dass daraufhin WBR offiziell gegründet wurde und in Zusammenarbeit mit Partner-Hilfsorganisationen Programme erarbeitete und seine Arbeit in Afrika aufnahm.
World Bicycle Relief hat Büros in den USA, Kanada, Großbritannien, Deutschland, der Schweiz, Südafrika und Australien. Die Geschäftsstelle für Europa ist in Schweinfurt.

## Buffalo-Fahrrad

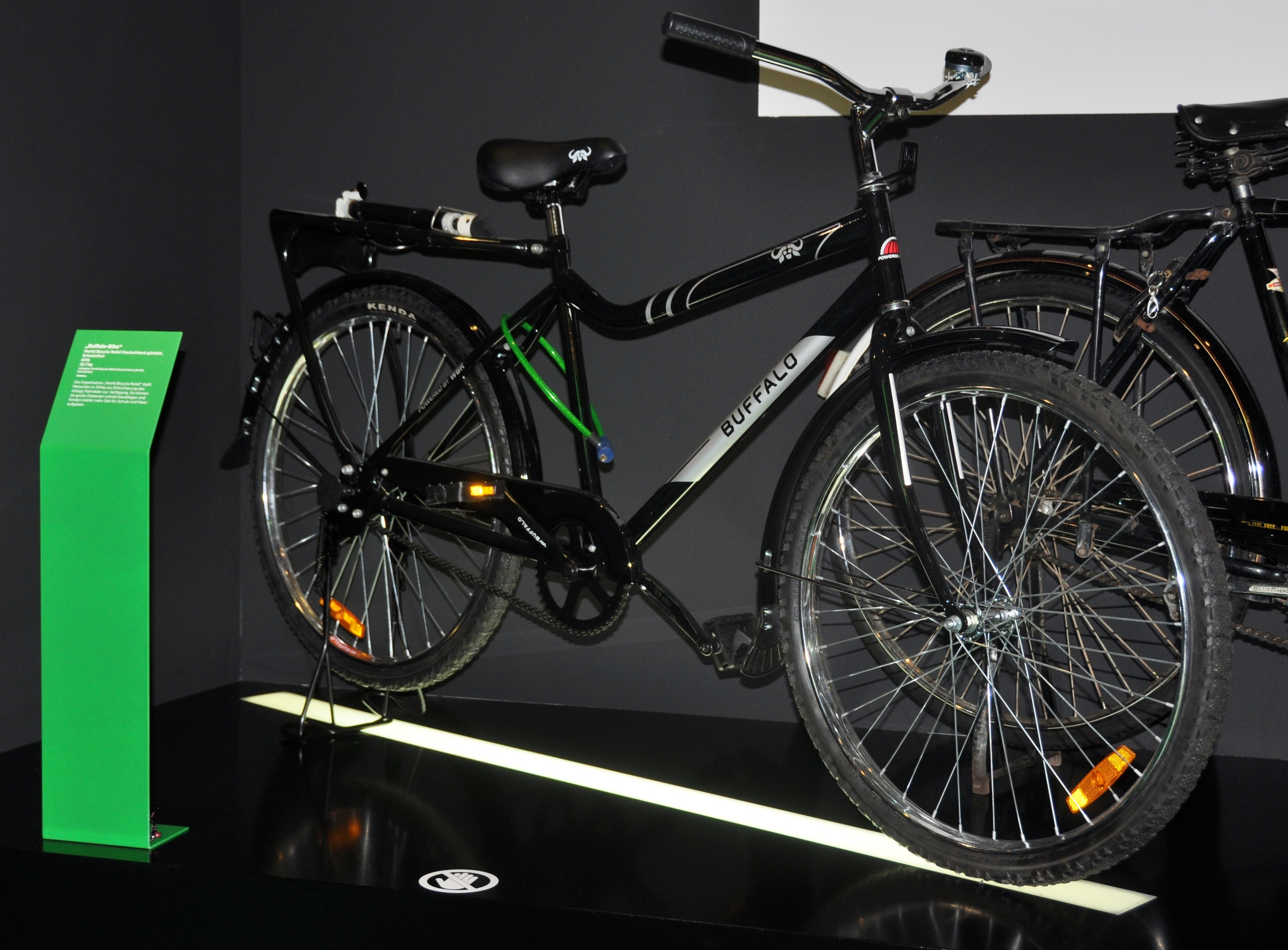
Buffalo-Fahrrad (2017)

World Bicycle Relief übergibt das eigens entwickelte Buffalo-Fahrrad mittels „study-to-own“- oder „work-to-own“-Verträgen an Schüler, Krankenpfleger und Kleinstunternehmer. Das Rad ist speziell für die Gegebenheiten in ländlichen Entwicklungsregionen ausgelegt, so dass es auf holprigen, sandigen, sowie steinigen und mit Schlaglöchern übersäten Wegen bestehen kann. Es ist besonders robust, einfach und wartungsarm. Der Gepäckträger des Buffalo-Fahrrads hat eine Lastenkapazität von 100 Kilogramm, alle Anbauteile sind vor allem auf Stabilität und Langlebigkeit ausgelegt. „Die Technik ist größtenteils etwa auf dem Stand der 1930er oder 1940er Jahre: bewährt, übersichtlich, mit wenigen einfachen Werkzeugen und am Einsatzort verfügbaren Ersatzteilen zu reparieren.“
Die Rahmen werden von Giant in China hergestellt. Die Fahrräder werden allerdings in Afrika (Sambia, Simbabwe, Kenia, Malawi, Kolumbien) montiert, womit lokal Arbeitsplätze geschaffen werden. Abhängig vom Einsatzgebiet kann mit durchschnittlich 147 Euro Spendengeldern ein Fahrrad in einem WBR-Programm übergeben werden.

## Programme

### Bildungsprogramm BEEP (Bicycles for Educational Empowerment Program)
2009 hat WBR sein Bildungsprogramm BEEP in Sambia gestartet und mittlerweile auf viele weitere Länder ausgeweitet. In Zusammenarbeit mit dem Bildungsministerium des jeweiligen Landes und Partner-NGOs stellt WBR in großen Stückzahlen Buffalo-Fahrräder für Schulen in ländlichen Regionen zur Verfügung, um den Zugang zu Bildung zu verbessern und die Schulwegzeit von Kindern zu reduzieren, die oft täglich stundenlang zu Fuß laufen müssen, um die Schule zu erreichen. 70 % dieser Räder werden an Mädchen übergeben, die im Gegensatz zu Jungs oftmals unter der Doppelbelastung von Schule und Haushalt leiden und früher die Schule abbrechen, um im Elternhaus zu helfen. Jeder Schüler unterschreibt einen „study-to-own“-Vertrag, wenn er das Fahrrad erhält, indem er sich verpflichtet mindestens die kommenden zwei Jahre jeden Tag mit dem Rad zur Schule zu fahren. Erst nach Erfüllung der Leistung, geht das Rad in seinen Besitz über. Gleichzeitig werden die Räder an den Wochenenden von den Eltern oder Geschwistern genutzt um z. B. Ware zum Markt zu bringen oder für andere Erledigungen. Die randomisierte Kontrollstudie „Wheels for Change“ in Südsambia, durchgeführt vom internationalen Forschungsinstitut IPA, hat gezeigt, dass die Schulabwesenheitsraten von Mädchen um 28 % gesunken sind, nachdem Schülerinnen Fahrräder erhalten haben und nicht mehr zu Fuß laufen mussten. Sie sparten ein Drittel der Zeit und waren 66 % pünktlicher im Unterricht. Außerdem fühlten sie sich mit dem Fahrrad sicherer auf dem Weg zur Schule und steigerten ihr Selbstbewusstsein.

### Gesundheitswesen
Von 2006 bis 2009 hat WBR sein erstes Programm im Gesundheitswesen in Sambia durchgeführt. RAPIDS (Reaching HIV/AIDS Affected People with Integrated Development and Support) wurde von der UNAIDS finanziert und von World Vision geleitet mit dem Ziel, die Verbreitung von HIV/AIDS in Sambia zu reduzieren. 23.000 Buffalo-Fahrräder wurden an freiwillige Krankenpfleger und Gesundheitsberater sowie einige betroffene Haushalte ausgeliefert, um in abgelegenen Gemeinden aufklären und beraten zu können, Medikamente auszuliefern und Patienten zu pflegen. Mit Rädern konnten sie mehr Haushalte besuchen und gleichzeitig die Qualität der Pflege verbessern, da sie mehr Zeit zur Verfügung hatten. Im Rahmen des RAPIDS wurden auch 470 Mechaniker ausgebildet.
Während der Covid-19-Pandemie hat WBR in seinen fünf Programmländern 2.500 Krankenpfleger mit Fahrrädern mobilisiert, die für Aufklärung und Versorgung von Patienten in entlegene Dörfer fahren und sich gegen die Ausbreitung einsetzen.

### Mechanikerausbildung
Um die Wartung der Räder sicherzustellen, führt WBR auch ein Programm zur Mechanikerausbildung durch. In Gruppen von 5- 20 Personen erhalten ausgewählte Interessierte aus den Regionen, in die Buffalo-Räder geliefert werden, eine Grundausbildung als Fahrradmechaniker. Die Teilnehmer lernen das Handwerk, erhalten Basiswissen zu Geschäftsprozessen und werden mit qualitativen Werkzeugen und Arbeitskleidung ausgestattet. Außerdem arbeitet WBR mit bestehenden Shops und Mechanikern, um die Verfügbarkeit von Ersatzteilen in Subsahara-Afrika zu verbessern.

## Partner vor Ort
In den jeweiligen Ländern implementiert WBR seine Programme immer in Zusammenarbeit mit Partnerorganisationen, die über gute Strukturen vor Ort verfügen. Dazu gehören: CARE, PATH, World Vision, Unicef, Jhpiego, UNDP, Africare, Sakaramenta, Pathfinder, Caritas, CRS, International Medical Corps, CFU, Fundación Haciendo Equipo.

## Team World Bicycle Relief
Am Team World Bicycle Relief können Leistungssportler aus der ganzen Welt und aus allen Sportarten teilnehmen, um Spenden für die WBR zu sammeln.